# Lista monumentelor istorice din județul Sibiu - T

Simbol pentru monumentele istorice

Lista monumentelor istorice din județul Sibiu - T cuprinde monumentele istorice înscrise în Patrimoniul cultural național al României și aflate în localități ce încep cu litera T din județul Sibiu.
Lista completă este menținută și actualizată periodic de către Ministerul Culturii, Cultelor și Patrimoniului Național din România, prin intermediul Institutului Național al Patrimoniului, ultima versiune datând din 2015. Această listă cuprinde și actualizările ulterioare, realizate prin ordin al ministrului culturii.
| Cod LMI                                             | Denumire                                                                        | Localitate                                   | Localizare                                | Datare, Creatori                                                            | Imagine               | Erori             |
| --------------------------------------------------- | ------------------------------------------------------------------------------- | -------------------------------------------- | ----------------------------------------- | --------------------------------------------------------------------------- | --------------------- | ----------------- |
| SB-I-s-B-12005 (RAN: 143655.01)                     | Situl arheologic de la Târnava, punct „Platoul Burg-Cetate”                     | sat Târnava; comuna Târnava                  | Platoul Burg-Cetate                       |                                                                             | Încarcă foto \| video | Raportează eroare |
| SB-I-m-B-12005.01 (RAN: 143655.01.05)               | Fortificație de pământ                                                          | sat Târnava; comuna Târnava                  | Burg-Cetate                               | sec. VIII - XIII                                                            | Încarcă foto \| video | Raportează eroare |
| SB-I-m-B-12005.02 (RAN: 143655.01.04, 143655.02.05) | Fortificație cu două valuri de pământ                                           | sat Târnava; comuna Târnava                  | Burg-Cetate                               | sec. V - VII                                                                | Încarcă foto \| video | Raportează eroare |
| SB-I-m-B-12005.03 (RAN: 143655.01.03)               | Morminte izolate                                                                | sat Târnava; comuna Târnava                  | Burg-Cetate                               | Epoca romană                                                                | Încarcă foto \| video | Raportează eroare |
| SB-I-m-B-12005.04 (RAN: 143655.01.06)               | Așezare                                                                         | sat Târnava; comuna Târnava                  | Burg-Cetate                               | Neolitic, Cultura Petrești                                                  | Încarcă foto \| video | Raportează eroare |
| SB-I-s-B-12006 (RAN: 143655.02)                     | Situl arheologic de la Târnava, punct „Mihalț”                                  | sat Târnava; comuna Târnava                  | „Mihalț”                                  |                                                                             | Încarcă foto \| video | Raportează eroare |
| SB-I-m-B-12006.01 (RAN: 143655.02.06)               | Urme de locuire                                                                 | sat Târnava; comuna Târnava                  | „Mihalț”                                  | sec. VII - VIII                                                             | Încarcă foto \| video | Raportează eroare |
| SB-I-m-B-12006.02                                   | Urme de locuire                                                                 | sat Târnava; comuna Târnava                  | „Mihalț”                                  | sec. IV p. Chr.                                                             | Încarcă foto \| video | Raportează eroare |
| SB-I-m-B-12006.03 (RAN: 143655.02.04)               | Urme de locuire                                                                 | sat Târnava; comuna Târnava                  | „Mihalț”                                  | Epoca romană                                                                | Încarcă foto \| video | Raportează eroare |
| SB-I-m-B-12006.04 (RAN: 143655.02.03)               | Urme de locuire                                                                 | sat Târnava; comuna Târnava                  | „Mihalț”                                  | Hallstatt                                                                   | Încarcă foto \| video | Raportează eroare |
| SB-I-m-B-12006.05 (RAN: 143655.02.02)               | Așezare                                                                         | sat Târnava; comuna Târnava                  | „Mihalț”                                  | Epoca bronzului                                                             | Încarcă foto \| video | Raportează eroare |
| SB-I-s-B-12007 (RAN: 143655.03)                     | Necropolă                                                                       | sat Târnava; comuna Târnava                  | „Palamor”, în teritoriul satului Târnava  | sec. VII - VIII                                                             | Încarcă foto \| video | Raportează eroare |
| SB-I-s-A-12008 (RAN: 145916.01)                     | Situl arheologic de la Tilișca                                                  | sat Tilișca; comuna Tilișca                  | „Dealul Căținaș” 45.80222°N 23.84839°E    |                                                                             | Alte imagini          | Raportează eroare |
| SB-I-m-A-12008.01 (RAN: 145916.01.02)               | Așezare                                                                         | sat Tilișca; comuna Tilișca                  | „Dealul Căținaș”                          | Hallstatt                                                                   | Încarcă foto \| video | Raportează eroare |
| SB-I-m-A-12008.02 (RAN: 145916.01.03)               | Cetate dacică                                                                   | sat Tilișca; comuna Tilișca                  | „Dealul Căținaș”                          | Latène, Cultura geto-dacică                                                 |                       | Raportează eroare |
| SB-I-m-A-12008.03 (RAN: 145916.01.01)               | Așezare                                                                         | sat Tilișca; comuna Tilișca                  | „Dealul Căținaș”                          | Epoca bronzului                                                             | Încarcă foto \| video | Raportează eroare |
| SB-I-s-B-12009 (RAN: 145916.02)                     | Cetatea medievală de la Tilișca                                                 | sat Tilișca; comuna Tilișca                  | „Dealul Căținaș”                          | sec. XII                                                                    | Încarcă foto \| video | Raportează eroare |
| SB-II-m-B-12569                                     | Casa parohială evanghelică                                                      | oraș Tălmaciu                                | Str. Bălcescu Nicolae 113                 | 1719                                                                        |                       | Raportează eroare |
| SB-II-m-B-12573                                     | Biserica „Buna Vestire”                                                         | sat aparținător Topârcea; oraș Ocna Sibiului | Str. Bisericii 43                         | sec. XVIII                                                                  | Alte imagini          | Raportează eroare |
| SB-II-m-A-12568 (RAN: 145890.01)                    | Biserica „Cuvioasa Paraschiva”                                                  | sat Tălmăcel; oraș Tălmaciu                  | Str. Bisericii 284                        | 1777 - 1779 Oprea zugravul, Ioan zugravul, Pantelimon din Făgăraș (pictori) | Alte imagini          | Raportează eroare |
| SB-II-m-B-12570                                     | Casă                                                                            | sat Târnava; comuna Târnava                  | Str. Eminescu Mihai 2                     | 1574, refaceri 1956                                                         | Încarcă foto \| video | Raportează eroare |
| SB-II-a-B-12571                                     | Ansamblul bisericii evanghelice fortificate                                     | sat Târnava; comuna Târnava                  | Str. Victoriei 526 46.13833°N 24.29444°E  | sec. XIV - XIX                                                              |                       | Raportează eroare |
| SB-II-m-B-12571.01                                  | Biserica evanghelică                                                            | sat Târnava; comuna Târnava                  | Str. Victoriei 526                        | sec. XIV - XVI,1792, 1869                                                   | Alte imagini          | Raportează eroare |
| SB-II-m-B-12571.02                                  | Turn-clopotniță                                                                 | sat Târnava; comuna Târnava                  | Str. Victoriei 526                        | sec. XIV,1756, 1897                                                         |                       | Raportează eroare |
| SB-II-m-B-12571.03                                  | Incintă fortificată (fragment) și turn                                          | sat Târnava; comuna Târnava                  | Str. Victoriei 526                        | sec. XV - XVI                                                               |                       | Raportează eroare |
| SB-II-m-B-12572 (RAN: 145916.03)                    | Biserica „Sf. Arhangheli Mihail și Gavril”                                      | sat Tilișca; comuna Tilișca                  | Str. Vale 550                             | 1782                                                                        | Alte imagini          | Raportează eroare |
| SB-II-m-A-12574                                     | Biserica „Sf. Nicolae”-Porcești, (zisă a lui Matei Basarab), a fostei mănăstiri | sat Turnu Roșu; comuna Turnu Roșu            | Str. Bisericii 75 45.63972°N 24.29888°E   | 1653,1827 - 1828; refaceri sec. XX Oprea zugravul, Ioan zugravul (pictori)  |                       | Raportează eroare |
| SB-IV-m-B-12638                                     | Troiță                                                                          | sat Tilișca; comuna Tilișca                  | În dreptul casei cu nr. 293               | sec. XIX                                                                    | Alte imagini          | Raportează eroare |
| SB-IV-m-B-12639                                     | Troiță                                                                          | sat Turnu Roșu; comuna Turnu Roșu            | La marginea satului, pe drumul spre Boița | sec. XVIII                                                                  | Încarcă foto \| video | Raportează eroare |